# Nephrolepis niphoboloides
Nephrolepis niphoboloides är en spjutbräkenväxtart som beskrevs av Cornelis Rugier Willem Karel van Alderwerelt van Rosenburgh. Nephrolepis niphoboloides ingår i släktet Nephrolepis och familjen Nephrolepidaceae. Inga underarter finns listade.